# باگیاتا
باگیاتا (به لاتین: Bagiata) یک منطقهٔ مسکونی در گرجستان است که در ناحیه دزاو واقع شده‌است.